# Маммельцен
Маммельцен (нем. Mammelzen) — община в Германии, в земле Рейнланд-Пфальц. 
Входит в состав района Альтенкирхен-Вестервальд. Подчиняется управлению Альтенкирхен.  Население составляет 1063 человека (на 31 декабря 2010 года). Занимает площадь 4,12 км².